# Al-Hasakah
Al-Hasakah (arabă الحسكة, kurdă Hesîçe, siriacă ܚܣܟܗ), cunoscut și ca Al-Hasakeh, Al-Hasaka sau pur și simplu Hasakah, este reședința guvernoratului Hasaka și este situată în partea de nord-est a Siriei. Cu o populație de 188.160 de locuitori în 2004, Al-Hasakah se numără printre cele mai mari zece orașe din Siria și cel mai mare din guvernorat. Acesta este centrul administrativ al unui sub-district „nahiyah” format din 108 localități cu o populație combinată de 251.570 în 2004.
Al-Hasakah are o populație diversă etnică din kurzi, arabi și asirieni, chiar și un număr mai mic de armeni. Al-Hasakah se află la 80 km sud de orașul de frontieră turcă Qamishli. Râul Khabur, un afluent al râului Eufrat, curge prin oraș, în jos de la Ras al-Ayn, un alt oraș de graniță. Râul Jaghjagh se varsă în râul Khabur la Al-Hasakah.

## Istorie
În centrul orașului, un tell este identificat de Dominique Charpin ca locația orașului Qirdahat. O altă posibilitate este că situl vechiului oraș aramean a fost Magarisu, menționat de regele asirian Ashur-bel-kala, care a luptat cu Arameenii în apropierea orașului. Etimologia lui Magarisu este aramaică (din drojdie de rădăcină) și înseamnă "pământ de pășune. Orașul era capitala statului Aramean al Bit-Yahiri, invadat de regii asirieni Tukulti-Ninurta II și Ashurnasirpal II. Exploziile din materialele descoperite descoperite datează din epocile asiatice, bizantine și islamice. Ultimul nivel de ocupație sa încheiat în secolul al XV-lea.